# Karl Wiebel (Naturforscher)
Karl Werner Maximilian Wiebel (* 2. Februar 1808 in Wertheim; † 16. April 1888 ebenda) war ein deutscher Lehrer und Naturforscher.

## Leben
Nach dem Studium der Naturwissenschaften in Bonn und Heidelberg und einigen Reisen durch Deutschland, Belgien und die Schweiz trat Wiebel 1833 die Lehrstelle für Physik und Chemie des Physikalischen Vereins in Frankfurt am Main an. 1835 folgte er dem Ruf nach Aarau an die dortige Kantonsschule, um die Professur für die gleichen Fächer zu übernehmen, bevor er 1837 die Professur am Akademischen Gymnasium in Hamburg übernahm, die er bis 1881 innehatte. Dort unterrichtete er in den Fächern Mathematik, Physik und Chemie und war auch immer mal als Rektor tätig (jährlich wechselnde Rektorenschaft). Wiebel übernahm auch die Leitung des seit 1838 in Planung befindlichen und 1841 gegründeten chemischen Laboratoriums, das Unterrichtslaboratorium des Akademischen Gymnasiums, welche er 1877 krankheitsbedingt aufgab, da er seit etwa 1870 erblindet war.
Karl Wiebel war von 1847 bis 1864 Präsident des Naturwissenschaftlichen Vereins in Hamburg und wurde am 24. November 1873 in die Leopoldina aufgenommen. Aus der am 27. Oktober 1835 in Wertheim geschlossenen Ehe mit Anna Maria Helene Albertine Franciska Hoffmann ging sein Sohn Ferdinand Wibel hervor. Sein letztes begonnenes Werk über die Burg Wertheim gab sein Sohn, jedoch stark verändert, 1895 heraus.

## Werke (Auswahl)
- Die Insel Helgoland. Untersuchungen über deren Grösse in Vorzeit und Gegenwart, vom Standpunkte der Geschichte und Geologie. Mit zwei Karten und einer Tafel. In: Abhandlungen aus dem Gebiete der Naturwissenschaften herausgegeben von dem naturwissenschaftlichen Verein in Hamburg. Zweiter Band, Erste Abtheilung. Herold’sche Buchhandlung, Hamburg 1848 (archive.org).
- Zur Fauna und Gäa der westafrikanischen Küstenländer und Inseln. Gedruckt bei Theodor Gottlieb Meissner, Hamburg 1850, urn:nbn:de:hbz:061:1-211409.
- Das Physikalische Kabinet und Chemische Laboratorium des Akademischen Gymnasiums zu Hamburg. Geschichte ihrer Entwicklung und Schilderung ihres jetzigen Zustandes. Gedruckt bei Theodor Gottlieb Meissner, Hamburg 1863, urn:nbn:de:hbz:061:1-215209.
- Die Insel Kephalonia und die Meermühlen von Argostoli. Versuch einer Lösung dieses geophysikalischen Räthsels. Mit 1 Karte, 3 Skizzen und 5 Holzschnitten. Gedruckt bei Th. G. Meissner, Hamburg 1873, urn:nbn:de:hbz:061:1-214084.
- Die Stadtkirche zu Wertheim und ihre Grabdenkmäler. Zur Erinnerung an die Feier ihrer 500jährigen Gründung durch den Grafen Johann I., genannt „im Bart“, am Tage Johannes des Täufers 1384. Bechstein, Wertheim a. M. 1884 (2., verbesserte und vermehrte Auflage 1888).